# Rudolf Elle
Rudolf Elle (* 12. März 1911 in Weimar; † 23. Februar 1952 ebenda) war ein deutscher Orthopäde, Leiter des Waldkrankenhauses Eisenberg und Professor an der Friedrich-Schiller-Universität in Jena. 1950 erhielt er die Auszeichnung Verdienter Arzt des Volkes, die höchste Würdigung, die ein Mediziner in der Deutschen Demokratischen Republik (DDR) erlangen konnte. Von 1952 bis 2017 trugen die Waldkliniken Eisenberg in Thüringen seinen Namen.

## Leben und Werk
Rudolf Elle besuchte von 1917 bis 1930 die Volksschule und das Regelgymnasium in Weimar. Sein Medizinstudium begann er 1930 an der Universität Jena. Nach fünf Semestern wechselte er nach Graz, darauf nach Hamburg, wo er das Staatsexamen erhielt und mit einer Arbeit über die Patellaluxation an der Klinik von Sudeck promovierte. Von 1937 bis 1939 arbeitete er als Internist im Sanatorium Dr. Vogler in Braunlage, darauf bis 1945 als wissenschaftlicher Assistent an der orthopädischen Universitätsklinik in Hamburg. Gleichzeitig leistete er 1940 bis 1944 Kriegsdienst als Arzt in Frankreich, Griechenland und Russland. 
Seit dem 1. August 1945 leitete Rudolf Elle als Chefarzt das Waldkrankenhaus Eisenberg, 1950 erhielt er den Lehrauftrag für das Fach Orthopädie an der Friedrich-Schiller-Universität Jena und wurde als „Verdienter Arzt des Volkes“ ausgezeichnet. In den fünfeinhalb Jahren seiner Tätigkeit schuf er aus dem ehemaligen Barackenlager ein leistungsfähiges Krankenhaus und – in intensiver Zusammenarbeit mit dem Staat – eine Zentrale für Kriegsverletzte. Trotz finanzieller Schwierigkeiten gelang es ihm, verschiedene Abteilungen aufzubauen, u. a. für Amputierte, Nervenschussverletzte, Dystrophiker oder Osteomyelitiden. Zusätzlich richtete Elle in der Nachbarschaft des Krankenhauses ein Heim für Körperversehrte ein, das mit Unterstützung der Industrie und des Hauptamtes für Arbeit und Sozialfürsorge schnell ausgebaut wurde. Dort erhielten Menschen mit körperlichen Einschränkungen die Möglichkeit zur Umschulung und eine komplette Berufsausbildung.
Elle starb 1952 an den Folgen einer Magen-Darm-Atonie. Als Anerkennung seiner Verdienste wurde das Waldkrankenhaus Eisenberg am 1. November 1952 in Waldkrankenhaus „Rudolf Elle“ umbenannt.
Der Schwerpunkt seiner wissenschaftlichen Arbeit lag auf dem orthopädietechnischen Gebiet. Er untersuchte unter anderem die Druckverhältnisse im Schaftinneren von Prothesen. Dabei gelang es ihm, die Schäfte und Stumpfbetten der Prothesen zu verbessern und die sogenannte „Dr. Elle-Haftprothese-Eisenberg“ zu entwickeln. Außerdem veröffentlichte er zahlreiche Arbeiten zu orthopädietechnischen Themen, u. a. die Habilitationsschrift zu dem Thema „Amputierte und Prothesen“.